# Liste der Auslandsvertretungen der Philippinen

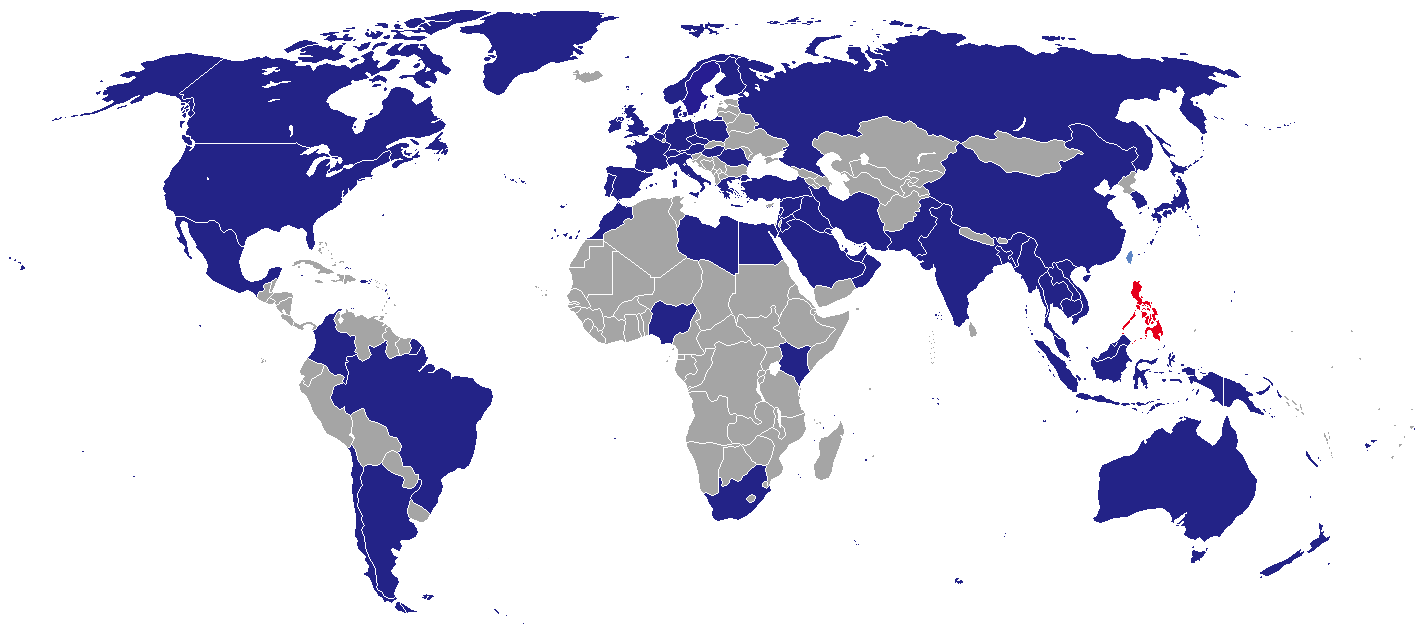
Standorte der diplomatischen Vertretungen der Philippinen

Dies ist eine Liste der diplomatischen und konsularischen Vertretungen der Philippinen.

## Diplomatische und konsularische Vertretungen

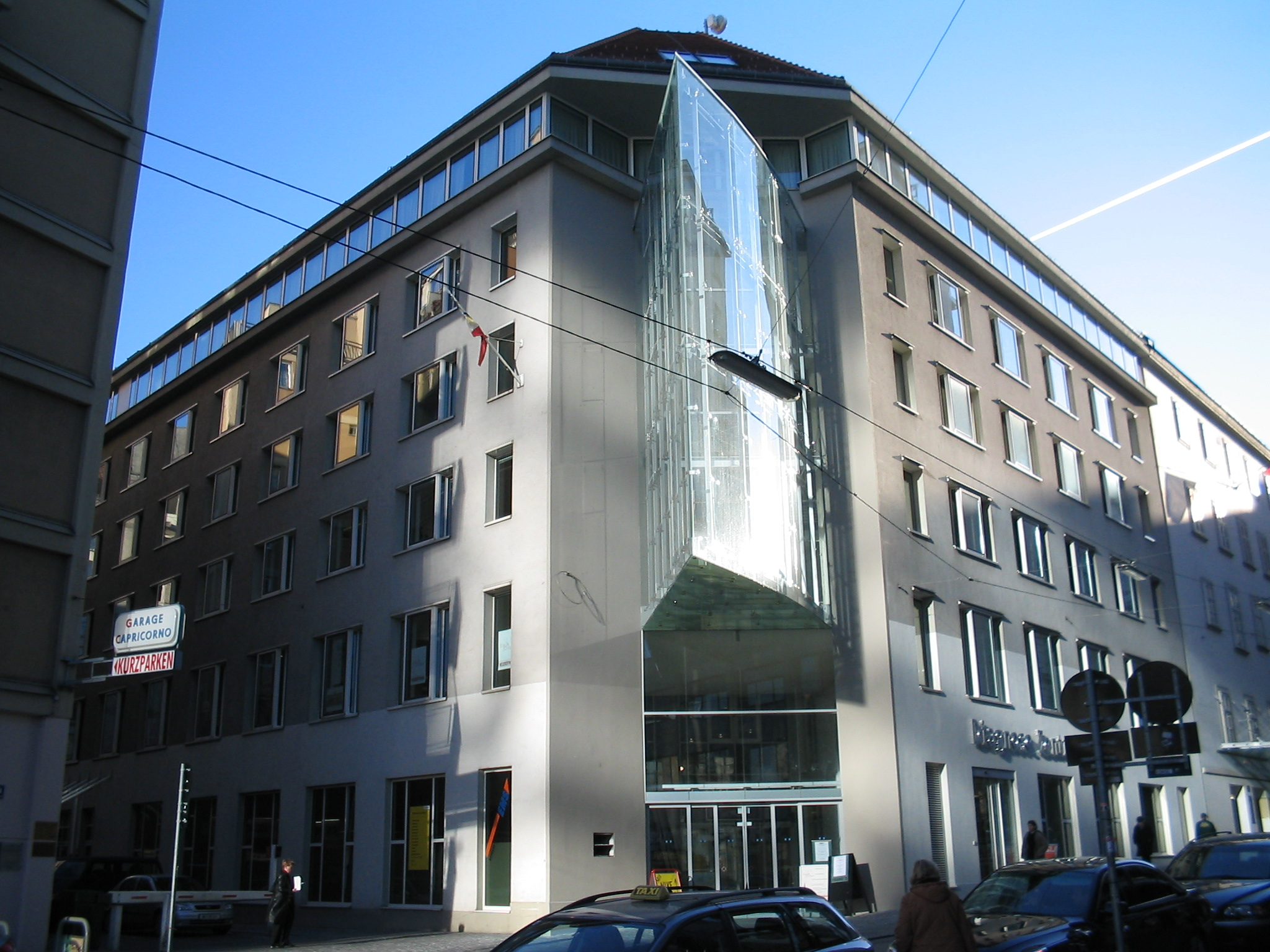
Philippinische Botschaft in Wien

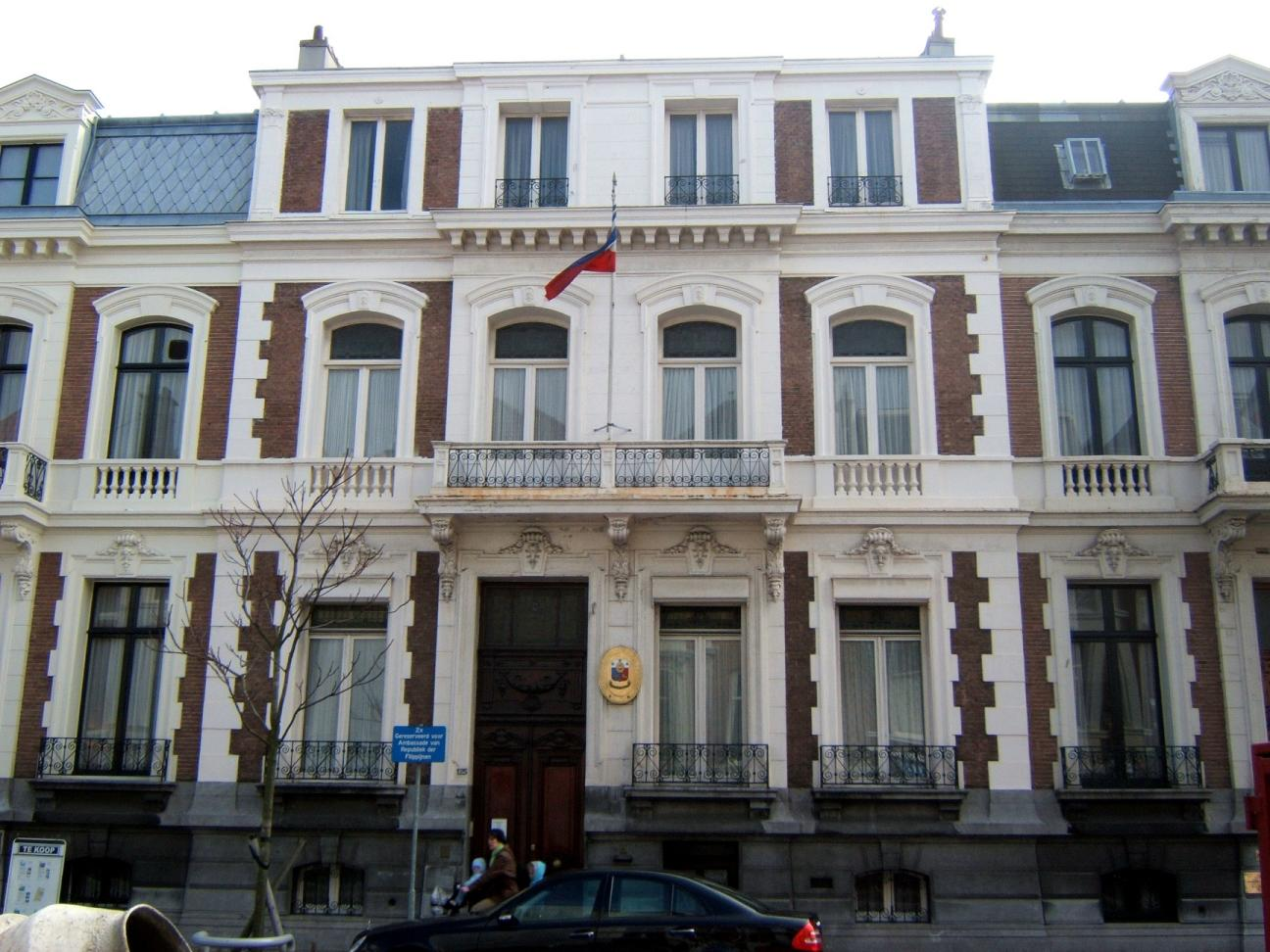
Philippinische Botschaft in Den Haag

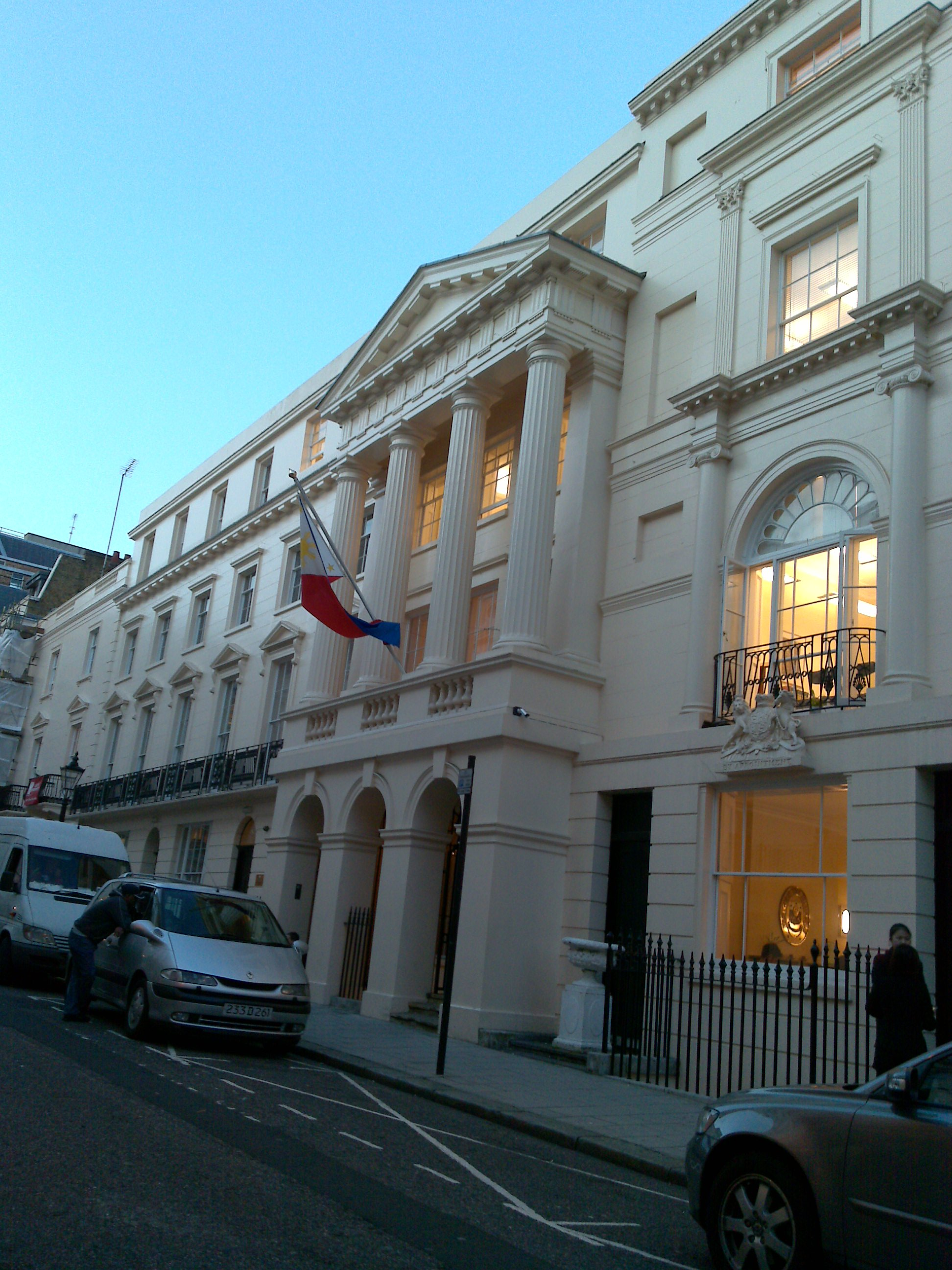
Philippinische Botschaft in London

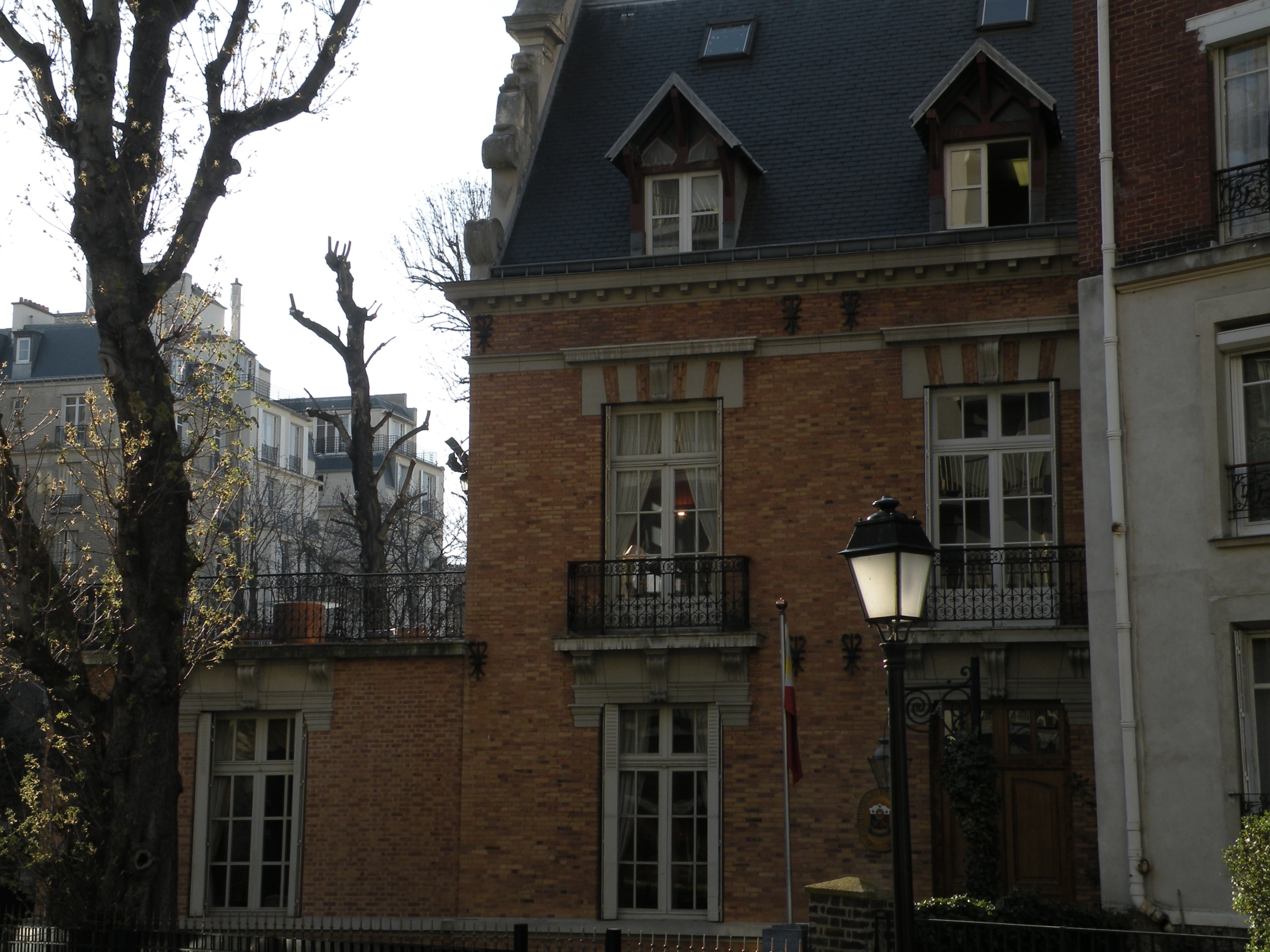
Philippinische Botschaft in Paris

### Afrika
| - Ägypten: Kairo, Botschaft - Kenia: Nairobi, Botschaft - Libyen: Tripolis, Botschaft | - Marokko: Rabat, Botschaft - Nigeria: Abuja, Botschaft - Südafrika: Pretoria, Botschaft |

### Asien
| - Bahrain: Manama, Botschaft - Bangladesch: Dhaka, Botschaft - Brunei: Bandar Seri Begawan, Botschaft - Volksrepublik China: Peking, Botschaft - Volksrepublik China: Chongqing, Generalkonsulat - Volksrepublik China: Guangzhou, Generalkonsulat - Volksrepublik China: Hongkong, Generalkonsulat - Volksrepublik China: Macau, Generalkonsulat - Volksrepublik China: Shanghai, Generalkonsulat - Volksrepublik China: Xiamen, Generalkonsulat - Indien: Neu-Delhi, Botschaft - Indonesien: Jakarta, Botschaft - Indonesien: Manado, Generalkonsulat - Iran: Teheran, Botschaft - Irak: Bagdad, Botschaft - Israel: Tel Aviv, Botschaft - Japan: Tokio, Botschaft - Japan: Nagoya, Generalkonsulat - Japan: Osaka, Generalkonsulat - Jordanien: Amman, Botschaft - Katar: Doha, Botschaft - Kambodscha: Phnom Penh, Botschaft | - Kuwait: Kuwait, Botschaft - Laos: Vientiane, Botschaft - Libanon: Beirut, Botschaft - Malaysia: Kuala Lumpur, Botschaft - Myanmar: Rangun, Botschaft - Oman: Maskat, Botschaft - Osttimor: Dili, Botschaft - Pakistan: Islamabad, Botschaft - Saudi-Arabien: Riad, Botschaft - Saudi-Arabien: Dschidda, Generalkonsulat - Singapur: Singapur, Botschaft - Südkorea: Seoul, Botschaft - Syrien: Damaskus, Botschaft - Taiwan: Taipei, Wirtschafts- und Kulturbüro - Taiwan: Taichung, Kulturbüro - Taiwan: Kaohsiung, Kulturbüro - Thailand: Bangkok, Botschaft - Türkei: Ankara, Botschaft - Türkei: Istanbul, Generalkonsulat - Vereinigte Arabische Emirate: Abu Dhabi, Botschaft - Vereinigte Arabische Emirate: Dubai, Generalkonsulat - Vietnam: Hanoi, Botschaft |

### Australien und Ozeanien
| - Australien: Canberra, Botschaft - Australien: Melbourne, Generalkonsulat - Australien: Sydney, Generalkonsulat | - Neuseeland: Wellington, Botschaft - Papua-Neuguinea: Port Moresby, Botschaft |

### Europa
| - Belgien: Brüssel, Botschaft - Dänemark: Kopenhagen, Botschaft - Deutschland: Berlin, Botschaft - Frankreich: Paris, Botschaft - Griechenland: Athen, Botschaft - Heiliger Stuhl, Botschaft - Italien: Rom, Botschaft - Italien: Mailand, Generalkonsulat - Niederlande: Den Haag, Botschaft - Norwegen: Oslo, Botschaft - Österreich: Wien, Botschaft | - Polen: Warschau, Botschaft - Portugal: Lissabon, Botschaft - Russland: Moskau, Botschaft - Schweden: Stockholm, Botschaft - Schweiz: Bern, Botschaft - Spanien: Madrid, Botschaft - Spanien: Barcelona, Generalkonsulat - Tschechien: Prag, Botschaft - Ungarn: Budapest, Botschaft - Vereinigtes Königreich: London, Botschaft |

### Nordamerika

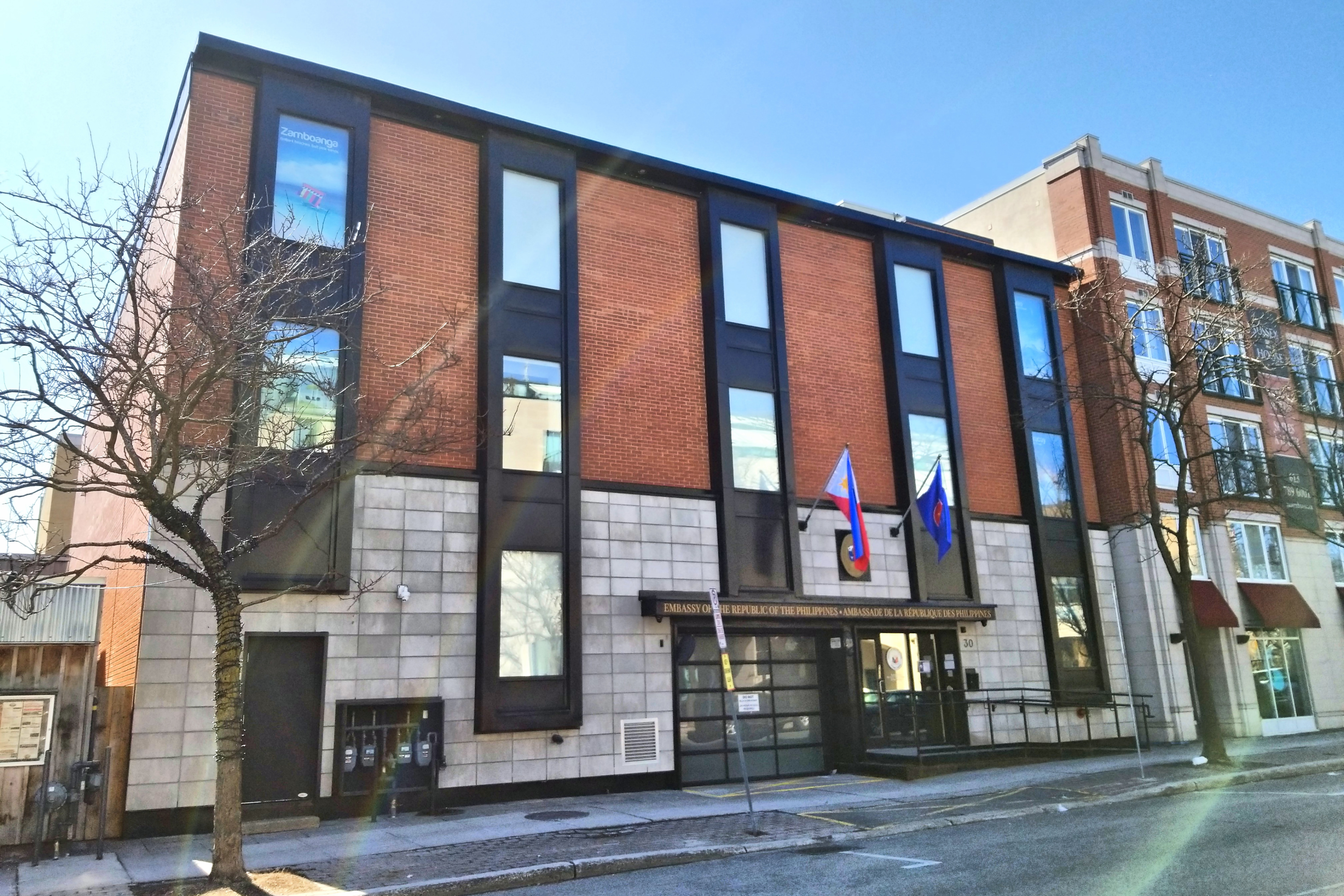
Ottawa, Kanada

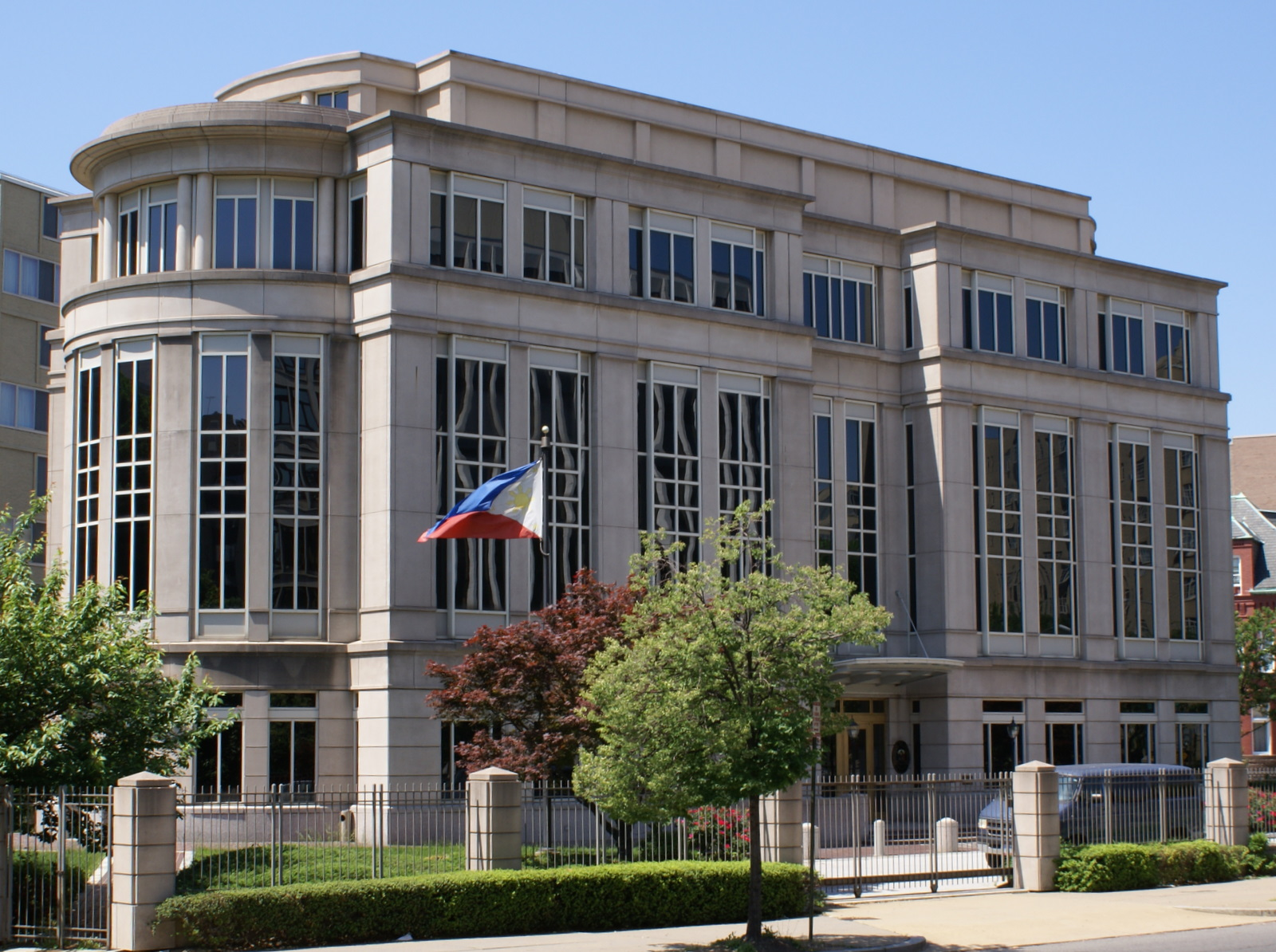
Philippinische Botschaft in Washington, D.C.

| - Kanada: Ottawa, Botschaft - Kanada: Calgary, Generalkonsulat - Kanada: Toronto, Generalkonsulat - Kanada: Vancouver, Generalkonsulat - Mexiko: Mexiko-Stadt, Botschaft - Vereinigte Staaten: Washington, D.C., Botschaft | - Vereinigte Staaten: Hagåtña, Guam, Generalkonsulat - Vereinigte Staaten: Houston, Generalkonsulat - Vereinigte Staaten: Honolulu, Generalkonsulat - Vereinigte Staaten: Los Angeles, Generalkonsulat - Vereinigte Staaten: New York, Generalkonsulat - Vereinigte Staaten: San Francisco, Generalkonsulat |

### Südamerika
- Argentinien: Buenos Aires, Botschaft
- Brasilien: Brasília, Botschaft
- Chile: Santiago de Chile, Botschaft

## Vertretungen bei internationalen Organisationen
- ASEAN: Jakarta, Ständige Vertretung
- UNO: New York, Ständige Vertretung
- Vereinte Nationen: Genf, Ständige Vertretung
- Welthandelsorganisation: Genf, Ständige Vertretung